# CD Carapinheirense
El CD Carapinheirense es un equipo de fútbol de Portugal que juega en el Campeonato de Portugal, la tercera división de fútbol del país.

## Historia
Fue fundado el 23 de abril de 1959 en la ciudad de Carapinheira del distrito de Coímbra y fue uno de los equipos fundadores del Campeonato Nacional de Seniores en la temporada 2013/14, aunque descendieron esa misma temporada luego de que antes de ello lo pasara en las ligas regionales de Coímbra. Cuenta también con dos participaciones en la Copa de Portugal, donde en ambas fue eliminado en la tercera ronda.
En la temporada 2015/16 logra el título regional, con lo que vuelve a competir a nivel nacional para la temporada 2016/17 en el Campeonato de Portugal.

## Palmarés
- Liga Regional de Coímbra: 3

2012/13, 2015/16, 2019/20